# Ріо Фердінанд
Ріо Гевін Фердінанд (англ. Rio Gavin Ferdinand, 7 листопада 1978, Лондон) — англійський футболіст, що грав на позиції центрального захисника. Значну частину кар'єри провів у збірній Англії та «Манчестер Юнайтед».
Фердінанд почав грати у футбол за молодіжні команди різних клубів, зупинившись зрештою на клубі «Вест Гем Юнайтед», в якому пробився з молодіжного складу в основний склад і дебютував у  Прем'єр-лізі в 1996 році.
Своєю грою і потенціалом Ріо привернув увагу «Лідса», який купив Фердінанда за рекордні для клубу 18 млн фунтів. Провівши в «Лідсі» два сезони, він став його капітаном у 2001 році.
У липні 2002 року Фердінанд перейшов в «Манчестер Юнайтед» за 30 млн фунтів, знову побивши клубний трансферний рекорд. У першому ж сезоні за «Юнайтед» він виграв Прем'єр-лігу. Він виграв  Прем'єр-лігу в сезонах 2006/07, 2007/08, 2008/09, 2010/11 і 2012/13, а також Лігу чемпіонів в 2008 році. У березні 2008 року Фердінанд вперше вивів на поле збірну Англії з капітанською пов'язкою

## Клубна кар'єра

### «Вест Гем Юнайтед»
Фердінанд почав грати в футбол за молодіжні команди різних клубів, зупинившись зрештою на клубі «Вест Гем Юнайтед», в якому пробився з молодіжного складу в основний склад та дебютував в Прем'єр-лізі 1996 року. Він став улюбленцем уболівальників, вигравши приз «молотобоєць сезону» (англ. Hammer of the Year) за підсумками сезону 1997/98. 

### «Лідс Юнайтед»
Своєю грою і потенціалом Ріо привернув увагу «Лідс Юнайтед», який купив Фердинанда за рекордні для клубу 18 млн фунтів. Провівши в «Лідсі» два сезони, він став його капітаном з 2001 року.

### «Манчестер Юнайтед»

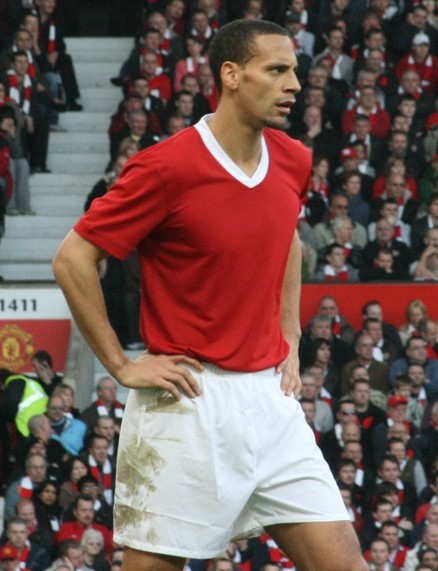
Ріо Фердінанд у складі «Манчестер Юнайтед»

У липні 2002 року Фердінанд перейшов до «Манчестер Юнайтед» за 30 млн фунтів, знову побивши клубний трансферний рекорд. У першому ж сезоні за «Юнайтед» він виграв Прем'єр-лігу. 2003 року Ріо відмовився пройти обов'язковий тест на допінг, за що отримав восьмимісячну дискваліфікацію (починаючи з січня 2004 року), пропустивши половину сезону в Прем'єр-лізі, а також Євро-2004. Після закінчення дискваліфікації він твердо закріпився в основному складі «Манчестер Юнайтед» та заслужив визнання своїми виступами, тричі потрапляючи до складу «команди року за версією ПФА». Він виграв Прем'єр-лігу в сезонах 2006/07, 2007/08, 2008/09, 2010/11 та 2012/13, а також Лігу чемпіонів 2008 року. Всього за «Манчестер Юнайтед» провів 12 сезонів, зігравши за цей час 455 офіційних поєдинків за клуб (8 голів), з них 312 в Прем'єр-лізі (7 голів).

### «Квінз Парк Рейнджерс»
У 2014 перейшов до складу «Квінз Парк Рейнджерс» на правах вільного агента. Там Фердінанд відіграв 11 поєдинків і завершив кар'єру.

## Збірна
Свій перший матч за національну збірну він зіграв проти команди Камеруну 1997 року, ставши на той момент наймолодшим захисником, що зіграв за збірну Англії.
За збірну Англії провів понад 80 матчів, був учасником трьох чемпіонатів світу (1998, 2002, 2006), проте жодного разу так і не зіграв на європейській першості. У березні 2008 року Фердинанд вперше вивів на поле збірну Англії з капітанською пов'язкою. Всього за англійців зіграв 81 матч, в яких забив 3 голи.

## Особисте життя
Фердінанд одружений з Ребекою Еллісон, у них двоє синів: Лоренц та Тейт. У родини Фердінандів багато футболістів: рідний брат Ріо, Антон Фердінанд, також грає на позиції центрального захисника в Прем'єр-лізі, а колишній гравець збірної Англії Лес Фердінанд — його двоюрідний брат. Окрім гри в футбол Ріо бере участь у низці музичних та телевізійних проектів, включаючи серію передач-розіграшів Rio's World Cup Wind-Ups.
| Дата       | Місто              | Господарі          | Результат             | Гості             | Турнір                | Голи | Примітки |
| ---------- | ------------------ | ------------------ | --------------------- | ----------------- | --------------------- | ---- | -------- |
| 15-11-1997 | Лондон             | Англія             | 2 – 0                 | Камерун           | товариський матч      | -    | 38'      |
| 25-03-1998 | Берн               | Швейцарія          | 1 – 1                 | Англія            | товариський матч      | -    |          |
| 29-05-1998 | Касабланка         | Бельгія            | 0 – 0                 | Англія            | товариський матч      | -    | 46'      |
| 14-10-1998 | Люксембург         | Люксембург         | 0 – 3                 | Англія            | Відбір до ЧЄ 2000     | -    |          |
| 18-11-1998 | Лондон             | Англія             | 2 – 0                 | Чехія             | товариський матч      | -    |          |
| 10-02-1999 | Лондон             | Англія             | 0 – 2                 | Франція           | товариський матч      | -    | 72'      |
| 28-04-1999 | Будапешт           | Угорщина           | 1 – 1                 | Англія            | товариський матч      | -    | 62'      |
| 05-06-1999 | Лондон             | Англія             | 0 – 0                 | Швеція            | Відбір до ЧЄ 2000     | -    | 35'      |
| 23-02-2000 | Лондон             | Англія             | 0 – 0                 | Аргентина         | товариський матч      | -    | 46'      |
| 15-11-2000 | Турин              | Італія             | 1 – 0                 | Англія            | товариський матч      | -    |          |
| 28-02-2001 | Бірмінгем          | Англія             | 3 – 0                 | Іспанія           | товариський матч      | -    | 46'      |
| 24-03-2001 | Ліверпуль          | Англія             | 2 – 1                 | Фінляндія         | Відбір до ЧС 2002     | -    |          |
| 28-03-2001 | Тирана             | Албанія            | 1 – 3                 | Англія            | Відбір до ЧС 2002     | -    |          |
| 25-05-2001 | Дербі              | Англія             | 4 – 0                 | Мексика           | товариський матч      | -    | 46'      |
| 06-06-2001 | Афіни              | Греція             | 0 – 2                 | Англія            | Відбір до ЧС 2002     | -    |          |
| 01-09-2001 | Мюнхен             | Німеччина          | 1 – 5                 | Англія            | Відбір до ЧС 2002     | -    |          |
| 05-09-2001 | Ньюкасл            | Англія             | 2 – 0                 | Албанія           | Відбір до ЧС 2002     | -    |          |
| 06-10-2001 | Манчестер          | Англія             | 2 – 2                 | Греція            | Відбір до ЧС 2002     | -    |          |
| 10-11-2001 | Манчестер          | Англія             | 1 – 1                 | Швеція            | товариський матч      | -    |          |
| 13-02-2002 | Амстердам          | Нідерланди         | 1 – 1                 | Англія            | товариський матч      | -    |          |
| 21-05-2002 | Согвіпхо           | Англія             | 1 – 1                 | Південна Корея    | товариський матч      | -    | 46'      |
| 26-05-2002 | Кобе               | Англія             | 2 – 2                 | Камерун           | товариський матч      | -    | 46'      |
| 02-06-2002 | Сайтама            | Англія             | 1 – 1                 | Швеція            | ЧС 2002 - 1-й етап    | -    |          |
| 07-06-2002 | Саппоро            | Аргентина          | 0 – 1                 | Англія            | ЧС 2002 - 1-й етап    | -    |          |
| 12-06-2002 | Осака              | Нігерія            | 0 – 0                 | Англія            | ЧС 2002 - 1-й етап    | -    |          |
| 15-06-2002 | Ніїґата            | Данія              | 0 – 3                 | Англія            | ЧС 2002 - 1/8 фіналу  | 1    |          |
| 21-06-2002 | Сідзуока           | Бразилія           | 2 – 1                 | Англія            | ЧС 2002 - чвертьфінал | -    | 86'      |
| 07-09-2002 | Бірмінгем          | Англія             | 1 – 1                 | Португалія        | товариський матч      | -    | 46'      |
| 12-02-2003 | Лондон             | Англія             | 1 – 3                 | Австралія         | товариський матч      | -    | 46'      |
| 29-03-2003 | Вадуц              | Ліхтенштейн        | 0 – 2                 | Англія            | Відбір до ЧЄ 2004     | -    |          |
| 02-04-2003 | Сандерленд         | Англія             | 2 – 0                 | Туреччина         | Відбір до ЧЄ 2004     | -    |          |
| 22-05-2003 | Дурбан             | ПАР                | 1 – 2                 | Англія            | товариський матч      | -    | 46'      |
| 20-08-2003 | Іпсвіч             | Англія             | 3 – 1                 | Хорватія          | товариський матч      | -    | 61'      |
| 09-10-2004 | Манчестер          | Англія             | 2 – 0                 | Уельс             | Відбір до ЧС 2006     | -    |          |
| 13-10-2004 | Баку               | Азербайджан        | 0 – 1                 | Англія            | Відбір до ЧС 2006     | -    |          |
| 17-11-2004 | Мадрид             | Іспанія            | 1 – 0                 | Англія            | товариський матч      | -    | 62'      |
| 26-03-2005 | Манчестер          | Англія             | 4 – 0                 | Північна Ірландія | Відбір до ЧС 2006     | -    |          |
| 30-03-2005 | Ньюкасл            | Англія             | 2 – 0                 | Азербайджан       | Відбір до ЧС 2006     | -    | 78'      |
| 17-08-2005 | Копенгаген         | Данія              | 4 – 1                 | Англія            | товариський матч      | -    |          |
| 03-09-2005 | Кардіфф            | Уельс              | 0 – 1                 | Англія            | Відбір до ЧС 2006     | -    |          |
| 07-09-2005 | Белфаст            | Північна Ірландія  | 1 – 0                 | Англія            | Відбір до ЧС 2006     | -    |          |
| 08-10-2005 | Манчестер          | Англія             | 1 – 0                 | Австрія           | Відбір до ЧС 2006     | -    | 65'      |
| 12-10-2005 | Манчестер          | Англія             | 2 – 1                 | Польща            | Відбір до ЧС 2006     | -    |          |
| 12-11-2005 | Женева             | Англія             | 3 – 2                 | Аргентина         | товариський матч      | -    |          |
| 01-03-2006 | Ліверпуль          | Англія             | 2 – 1                 | Уругвай           | товариський матч      | -    |          |
| 30-05-2006 | Манчестер          | Англія             | 3 – 1                 | Угорщина          | товариський матч      | -    |          |
| 03-06-2006 | Манчестер          | Англія             | 6 – 0                 | Ямайка            | товариський матч      | -    |          |
| 10-06-2006 | Франкфурт-на-Майні | Англія             | 1 – 0                 | Парагвай          | ЧС 2006 - 1-й етап    | -    |          |
| 15-06-2006 | Нюрнберг           | Англія             | 2 – 0                 | Тринідад і Тобаго | ЧС 2006 - 1-й етап    | -    |          |
| 20-06-2006 | Кельн              | Англія             | 2 – 2                 | Швеція            | ЧС 2006 - 1-й етап    | -    | 56'      |
| 25-06-2006 | Штутгарт           | Англія             | 1 – 0                 | Еквадор           | ЧС 2006 - 1/8 фіналу  | -    |          |
| 01-07-2006 | Гельзенкірхен      | Англія             | 0 – 0 д.ч. (1-3 п.п.) | Португалія        | ЧС 2006 - чвертьфінал | -    |          |
| 16-08-2006 | Манчестер          | Англія             | 4 – 0                 | Греція            | товариський матч      | -    |          |
| 06-09-2006 | Скоп'є             | Північна Македонія | 0 – 1                 | Англія            | Відбір до ЧЄ 2008     | -    |          |
| 11-10-2006 | Загреб             | Хорватія           | 2 – 0                 | Англія            | Відбір до ЧЄ 2008     | -    | 20'      |
| 15-11-2006 | Амстердам          | Нідерланди         | 1 – 1                 | Англія            | товариський матч      | -    |          |
| 07-02-2007 | Манчестер          | Англія             | 0 – 1                 | Іспанія           | товариський матч      | -    |          |
| 24-03-2007 | Рамат-Ган          | Ізраїль            | 0 – 0                 | Англія            | Відбір до ЧЄ 2008     | -    |          |
| 28-03-2007 | Барселона          | Андорра            | 0 – 3                 | Англія            | Відбір до ЧЄ 2008     | -    |          |
| 22-08-2007 | Лондон             | Англія             | 1 – 2                 | Німеччина         | товариський матч      | -    | 46'      |
| 08-09-2007 | Лондон             | Англія             | 3 – 0                 | Ізраїль           | Відбір до ЧЄ 2008     | -    |          |
| 12-09-2007 | Лондон             | Англія             | 3 – 0                 | Росія             | Відбір до ЧЄ 2008     | 1    |          |
| 13-10-2007 | Лондон             | Англія             | 3 – 0                 | Естонія           | Відбір до ЧЄ 2008     | -    | 46'      |
| 17-10-2007 | Москва             | Росія              | 2 – 1                 | Англія            | Відбір до ЧЄ 2008     | -    | 58'      |
| 06-02-2008 | Лондон             | Англія             | 2 – 1                 | Швейцарія         | товариський матч      | -    |          |
| 26-03-2008 | Сен-Дені           | Франція            | 1 – 0                 | Англія            | товариський матч      | -    |          |
| 28-05-2008 | Лондон             | Англія             | 2 – 0                 | США               | товариський матч      | -    |          |
| 01-06-2008 | Порт-оф-Спейн      | Тринідад і Тобаго  | 0 – 3                 | Англія            | товариський матч      | -    | 46'      |
| 20-08-2008 | Лондон             | Англія             | 2 – 2                 | Чехія             | товариський матч      | -    | 58'      |
| 10-09-2008 | Загреб             | Хорватія           | 1 – 4                 | Англія            | Відбір до ЧС 2010     | -    |          |
| 11-10-2008 | Лондон             | Англія             | 5 – 1                 | Казахстан         | Відбір до ЧС 2010     | 1    |          |
| 15-10-2008 | Мінськ             | Білорусь           | 1 – 3                 | Англія            | Відбір до ЧС 2010     | -    |          |
| 01-04-2009 | Лондон             | Англія             | 2 – 1                 | Україна           | Відбір до ЧС 2010     | -    | 88'      |
| 12-08-2009 | Амстердам          | Нідерланди         | 2 – 2                 | Англія            | товариський матч      | -    |          |
| 10-10-2009 | Дніпро             | Україна            | 1 – 0                 | Англія            | Відбір до ЧС 2010     | -    |          |
| 14-10-2009 | Лондон             | Англія             | 3 – 0                 | Білорусь          | Відбір до ЧС 2010     | -    |          |
| 24-05-2010 | Лондон             | Англія             | 3 – 1                 | Мексика           | товариський матч      | -    | 46'      |
| 30-05-2010 | Ґрац               | Японія             | 1 – 2                 | Англія            | товариський матч      | -    |          |
| 12-10-2010 | Лондон             | Англія             | 0 – 0                 | Чорногорія        | Відбір до ЧЄ 2012     | -    |          |
| 17-11-2010 | Лондон             | Англія             | 1 – 2                 | Франція           | товариський матч      | -    | 46'      |
| 04-06-2011 | Лондон             | Англія             | 2 – 2                 | Швейцарія         | Відбір до ЧЄ 2012     | -    | 88'      |
| Усього     |                    | Матчів (15 місце)  | 81                    |                   | Голів                 | 3    |          |

## Титули і досягнення
- Чемпіон Англії (6):

«Манчестер Юнайтед»: 2002-03, 2006-07, 2007-08, 2008-09, 2010-11, 2012-13
- Володар Кубка Англії (1):

«Манчестер Юнайтед»: 2003-04
- Володар Кубка Футбольної ліги (3):

«Манчестер Юнайтед»: 2005-06, 2008-09, 2009-10
- Володар Суперкубка Англії (6):

«Манчестер Юнайтед»: 2003, 2007, 2008, 2010, 2011, 2013
- Переможець Ліги чемпіонів УЄФА (1):

«Манчестер Юнайтед»: 2007-08
- Чемпіон світу серед клубів (1):

«Манчестер Юнайтед»: 2008